# Guatteria ouregou
Guatteria ouregou är en kirimojaväxtart som först beskrevs av Jean Baptiste Christophe Fusée Aublet, och fick sitt nu gällande namn av Michel Félix Dunal. Guatteria ouregou ingår i släktet Guatteria och familjen kirimojaväxter. Utöver nominatformen finns också underarten G. o. latifolia.